# Physical Review A
Physical Review A: Atomic, Molecular and Optical Physics (tradotto in italiano: Physical Review A: Fisica Atomica ottica e molecolare, abbreviato in PRA) è un giornale scientifico a revisione paritaria con cadenza mensile dell'American Physical Society (Società di fisica americana) che tratta di fisica ottica, atomica e molecolare.
L'editore-capo è Gordon W. F. Drake
Nacque nel 1970 dalla scomposizione della Physical Review originaria (fondata nel 1893) in quattro riviste, denominate A,B,C e D. Fino al 1993 il suo nome completo era Physical Review A: General Physics, quando le sezioni più legate alla fisica statistica e non lineare, alla materia soffice, alla fluidodinamica e alla biofisica andarono a costituire una rivista separata, Physical Review E. Dalla fine degli anni '90, PRA si occupa anche di informazione quantistica, argomento incluso formalmente nel 2016.